# Пимен Посник (Прозорливий)
Пимен прозорливий, посник з Ближніх печер (XI ст. — † близько 1113 р., Київ) — православний святий, преподобний. Чернець Києво-Печерського монастиря. Сподвижник священномученика Кукші Печерського. Пам'ять 11 жовтня і 9 вересня.
Вів дуже суворий спосіб життя і строго постився. Мав дар зцілювати хворих і передбачати події, навідь дуже далекі, в тому числі провістив за 2 роки власну смерть.
Помер в один день зі священномучеником Кукшою, про загибель якого від рук язичників прп. Пимен провістив на церковній службі: «Брат наш Кукша протіву свєта убієн бисть».
Згадується в Патерику Печерському в житії прп. Микити Затвірника за ігуменства прп. Никона Великого, тобто не пізніше 1088 р.
Його мощі спочивають у Ближніх печерах поруч з мощами священномученика Кукшиі.
Архієпископ Філарет (Гумелівський) указує, що не слід плутати життєпис прп. Пимена Посника (сподвижника священномученика Кукщі) з прп. Пименим Постником та ігуменом Печерським, мощі якого у Дальніх печерах, та з прп. Пименом Болящім Печерським.